# Ранжел, Педро
Педро Фелипе де Фария Ранжел (порт. Pedro Felipe de Faria Rangel; более известный, как Педро Ранжел порт. Pedro Rangel род. 29 июня 2000, Непомусену, Минас-Жерайс) — бразильский футболист, вратарь клуба «Флуминенсе».

## Клубная карьера
Ранжел — воспитанник клубов Итапиренсе и «Флуминенсе». 5 марта 2021 года в поединке Лиги Кариока против Резенди Педро дебютировал за основной состав в составе последних. 27 августа 2023 года в матче против Атлетико Паранаэнсе он дебютировал в бразильской Серии A. В том же году Ранжел помог клубу впервые в истории завоевать Кубок Либертадорес, хотя на поле не выходил.

## Достижения
«Флуминенсе»
- Победитель Лиги Кариока: 2023
- Обладатель Кубка Либертадорес: 2023